# 五道梁站
五道梁站位于中国青海省玉树州治多县索加乡与曲麻莱县曲麻河乡交汇，海拔4636米，于2006年7月1日启用。该站为青藏铁路的无人驻守车站，由青藏铁路集团公司营运。自然条件极为恶劣，故民间有“到了五道梁，哭爹又喊娘”，“纳赤台得了病，五道梁要了命”等谚语流传。五道梁是一个小的相当于古代的驿站的地方，这里主要是以方便往来的车辆为主。

## 使用情况
五道梁站是青藏铁路的无人站，有14列旅客列车经过此站，主要为拉萨到发的各类旅客列车。目前五道梁站未有任何始发车次。

## 历史
- 2006年7月1日：五道梁站建成启用。